# TP53RK
TP53RK (англ. TP53 regulating kinase) – білок, який кодується однойменним геном, розташованим у людей на короткому плечі 20-ї хромосоми. Довжина поліпептидного ланцюга білка становить 253 амінокислот, а молекулярна маса — 28 160.
| 10         |  | 20         |  | 30         |  | 40         |  | 50         |
| ---------- |  | ---------- |  | ---------- |  | ---------- |  | ---------- |
| MAAARATTPA |  | DGEEPAPEAE |  | ALAAARERSS |  | RFLSGLELVK |  | QGAEARVFRG |
| RFQGRAAVIK |  | HRFPKGYRHP |  | ALEARLGRRR |  | TVQEARALLR |  | CRRAGISAPV |
| VFFVDYASNC |  | LYMEEIEGSV |  | TVRDYIQSTM |  | ETEKTPQGLS |  | NLAKTIGQVL |
| ARMHDEDLIH |  | GDLTTSNMLL |  | KPPLEQLNIV |  | LIDFGLSFIS |  | ALPEDKGVDL |
| YVLEKAFLST |  | HPNTETVFEA |  | FLKSYSTSSK |  | KARPVLKKLD |  | EVRLRGRKRS |
| MVG        |  |            |  |            |  |            |  |            |

A: Аланін

C: Цистеїн

D: Аспарагінова кислота

E: Глутамінова кислота

F: Фенілаланін

G: Гліцин

H: Гістидин

I: Ізолейцин

K: Лізин

L: Лейцин

M: Метіонін

N: Аспарагін

P: Пролін

Q: Глутамін

R: Аргінін

S: Серин

T: Треонін

V: Валін

Кодований геном білок за функціями належить до трансфераз, гідролаз, кіназ, серин/треонінових протеїнкіназ, фосфопротеїнів. 
Задіяний у такому біологічному процесі, як процесинг тРНК. 
Білок має сайт для зв'язування з АТФ, нуклеотидами. 
Локалізований у ядрі.